# Lasioglossum melachloron
Lasioglossum melachloron là một loài Hymenoptera trong họ Halictidae. Loài này được Ebmer mô tả khoa học năm 1983.